# Karenia mikimotoi
Karenia mikimotoi

Link zum Bild

Karenia mikimotoi (Synonym: Gymnodinium mikimotoi) ist ein Dinoflagellat der Gattung Karenia. Das massenweise Auftreten des Einzellers beeinträchtigt die Ökologie der marinen Biotope und führt zum Fischsterben. Der erste registrierte Nachweis war 1935 in Japan und seitdem kam es an den Küsten verschiedener Kontinente saisonal zu massenhafter Vermehrung („Rote Flut“ bzw. „Algenblüte“):
1966 vor Norwegen, 1976 vor Irland, Indien, Japan, Korea, Südafrika, Alaska 2013, Texas und der Ostküste der USA, im Ärmelkanal und in 2025 in Südaustralien.

## Merkmale
Karenia mikimotoi hat gelbbraune, eiförmige Chloroplasten und betreibt Photosynthese, wie andere Arten in ihrer Gattung auch. Ihr massenhaftes Auftreten ist temperaturabhängig und geschieht in der Regel während der wärmeren Monate.

## Ökologie und Auswirkungen
Die weite Verbreitung des Dinoflagellaten an den Küsten verschiedener Kontinente scheint durch Ablassen von Ballastwasser aus Schiffen erfolgt zu sein.
Die Toxizität von Karenia mikimotoi ist nicht vollständig geklärt, während Giftstoffe anderer Karenia-Arten identifiziert wurden, die nachweislich Meereslebewesen töten, Karenia brevis z. B. produziert Brevetoxine. Es wird angenommen, dass die tödliche Wirkung auf eine Kombination aus der Schaffung eines anoxischen Milieus durch die Blüte selbst und einer Art von Toxin zurückzuführen ist.
Die bisher entdeckten Giftstoffe namens Gymnocin A und B sind aufgrund ihrer geringen Toxizität unvereinbar mit der hohen Anzahl der von Karenia mikimotoi verursachten Todesfälle. Es wird angenommen, dass Karenia mikimotoi sich bei der sogenannten Roten Flut in den Kiemen der Fische festsetzt und so den direkten Kontakt mit den Toxinen ermöglicht.